# Blechnum glaziovii
Blechnum glaziovii là một loài dương xỉ trong họ Blechnaceae. Loài này được Christ mô tả khoa học đầu tiên năm 1899.
Danh pháp khoa học của loài này chưa được làm sáng tỏ. 